# Багатоголкова колючка гладкохвоста
Багатоголкова колючка гладкохвоста (Pungitius laevis) — вид променеперих риб родини колючкових (Gasterosteidae).

## Поширення
Риба поширена вздовж узбережжя Західної Європи від Нідерландів до дельти річки Гаронна у Франції, а також в Ірландії та Великій Британії.

## Опис
Завдовжки сягає до 8 см. Відрізняється від інших європейських представників роду такими ознаками: 
- немає бічних щитків;
- немає щитків на стороні хвостового стебла;
- спинний плавець з 8-10 шипів;
- хвостове стебло нижче, відносно ширини.

## Спосіб життя
Дорослі населяють невеликі незабруднені водойми з густою рослинністю. Харчуються переважно зоопланктоном, дрібними ракоподібними і донними комах. Вперше спарюється у віці 1 року. Нерест відбувається у квітні-червні. Самець будує, охороняє та провітрює гніздо, де зберігається ікра.